# Tåsinge
Tåsinge je ostrov v Baltském moři, náležící Dánsku. Jeho rozloha je 69,79 km². Žije zde 6434 obyvatel, z toho nejvíce v sídle Vindeby, které je s 2345 obyvateli největším sídlem ostrova. Další sídla jsou Bjerreby, Bregninge, Gammel Nyby, Landet, Lundby, Ny Vemmenæs, Strammelse a Troense. Celý ostrov je součástí komuny Svendborg, do roku 1970 existovala vlastní komuna Tåsinge.
Ostrovem prochází primární silnice 9, která jej mosty spojuje se sousedními ostrovy Fyn (most Svenborgsund) a Siø (most Langeland). Ostrov Tåsinge díky těmto mostům hraje důležitou roli při dopravě z Fynu do Langelandu.
Na ostrově se nachází největší veřejná škola komuny Svendborg, kterou navštěvuje téměř 800 žáků. Na ostrově se mluví tåsingským dialektem dánštiny (tåsingsk). Rovněž se zde nachází Valdemarův zámek, postavený v letech 1639–1644.